# Янгорчинське сільське поселення
Янго́рчинське сільське поселення (рос. Янгорчинское сельское поселение) — муніципальне утворення у складі Вурнарського району Чувашії, Росія. Адміністративний центр — село Янгорчино.

## Населення
Населення — 1221 особа (2019, 1556 у 2010, 1944 у 2002).

## Склад
До складу поселення входять такі населені пункти:
| Населений пункт            | Населення, осіб (2002) | Населення, осіб (2010) |
| -------------------------- | ---------------------- | ---------------------- |
| Напольне Тугаєво, присілок | 307                    | 231                    |
| Хорнзор, присілок          | 761                    | 621                    |
| Янгорчино, село            | 876                    | 704                    |